# Cincinnati Open 2023 - Qualificazioni singolare maschile
Le qualificazioni del singolare maschile del Cincinnati Open 2023 sono state un torneo di tennis preliminare per accedere alla fase finale della manifestazione. I vincitori dell'ultimo turno sono entrati di diritto nel tabellone principale. In caso di ritiro di uno o più giocatori aventi diritto a questi subentreranno i lucky loser, ossia i giocatori che hanno perso nell'ultimo turno ma che hanno una classifica più alta rispetto agli altri partecipanti.

## Teste di serie
1. Laslo Đere (primo turno)
2. Arthur Fils (qualificato)
3. Daniel Altmaier (ultimo turno, lucky loser)
4. Jordan Thompson (qualificato)
5. Alexei Popyrin (ultimo turno, lucky loser)
6. Márton Fucsovics (primo turno)
7. Aleksandar Vukic (ritirato)

1. Zhang Zhizhen (ultimo turno)
2. Matteo Arnaldi (primo turno)
3. Dušan Lajović (qualificato)
4. Daniel Elahi Galán (ultimo turno)
5. Luca Van Assche (primo turno)
6. Marcos Giron (primo turno)
7. Aslan Karacev (primo turno)

## Qualificati
1. Thanasi Kokkinakis
2. Arthur Fils
3. Corentin Moutet
4. Jordan Thompson

1. Max Purcell
2. Aleksandr Ševčenko
3. Dušan Lajović

### Lucky loser
1. Daniel Altmaier

1. Alexei Popyrin

## Tabellone

### Sezione 1
|  | Primo turno | Primo turno        | Primo turno | Primo turno | Primo turno |  |  | Ultimo turno | Ultimo turno       | Ultimo turno | Ultimo turno | Ultimo turno |  |
|  |             |                    |             |             |             |  |  |              |                    |              |              |              |  |
|  | 1           | Laslo Đere         | 3           | 6           | 5           |  |  |              |                    |              |              |              |  |
|  |             | Thanasi Kokkinakis | 6           | 3           | 7           |  |  |              | Thanasi Kokkinakis | 5            | 7            | 6            |  |
|  |             | Nuno Borges        | 65          | 6           | 5           |  |  | 11           | Daniel Elahi Galán | 7            | 67           | 2            |  |
|  | 11          | Daniel Elahi Galán | 7           | 4           | 7           |  |  |              |                    |              |              |              |  |

### Sezione 2
|  | Primo turno | Primo turno   | Primo turno  | Primo turno | Primo turno |  |  | Ultimo turno | Ultimo turno  | Ultimo turno  | Ultimo turno | Ultimo turno |  |
|  |             |               |              |             |             |  |  |              |               |               |              |              |  |
|  | 2           | Arthur Fils   | Arthur Fils  | 6           | 6           |  |  |              |               |               |              |              |  |
|  | WC          | Brandon Holt  | Brandon Holt | 1           | 1           |  |  | 2            | Arthur Fils   | Arthur Fils   | 6            | 6            |  |
|  | WC          | Maxime Cressy | 7            | 3           | 611         |  |  | 8            | Zhang Zhizhen | Zhang Zhizhen | 3            | 3            |  |
|  | 8           | Zhang Zhizhen | 64           | 6           | 7           |  |  |              |               |               |              |              |  |

### Sezione 3
|  | Primo turno | Primo turno           | Primo turno | Primo turno | Primo turno |  |  | Ultimo turno | Ultimo turno    | Ultimo turno    | Ultimo turno | Ultimo turno |  |
|  |             |                       |             |             |             |  |  |              |                 |                 |              |              |  |
|  | 3           | Daniel Altmaier       | 3           | 7           | 6           |  |  |              |                 |                 |              |              |  |
|  |             | Christopher O'Connell | 6           | 65          | 4           |  |  | 3            | Daniel Altmaier | Daniel Altmaier | 4            | 4            |  |
|  |             | Corentin Moutet       | 4           | 6           | 6           |  |  |              | Corentin Moutet | Corentin Moutet | 6            | 6            |  |
|  | 9           | Matteo Arnaldi        | 6           | 0           | 2           |  |  |              |                 |                 |              |              |  |

### Sezione 4
|  | Primo turno | Primo turno        | Primo turno        | Primo turno | Primo turno |  |  | Ultimo turno | Ultimo turno       | Ultimo turno       | Ultimo turno | Ultimo turno |  |
|  |             |                    |                    |             |             |  |  |              |                    |                    |              |              |  |
|  | 4           | Jordan Thompson    | 6                  | 62          | 6           |  |  |              |                    |                    |              |              |  |
|  |             | Alexandre Müller   | 4                  | 7           | 4           |  |  | 4            | Jordan Thompson    | Jordan Thompson    | 6            | 6            |  |
|  |             | Marc-Andrea Hüsler | Marc-Andrea Hüsler | 6           | 6           |  |  |              | Marc-Andrea Hüsler | Marc-Andrea Hüsler | 3            | 4            |  |
|  | 14          | Aslan Karacev      | Aslan Karacev      | 4           | 4           |  |  |              |                    |                    |              |              |  |

### Sezione 5
|  | Primo turno | Primo turno     | Primo turno | Primo turno | Primo turno |  |  | Ultimo turno | Ultimo turno   | Ultimo turno | Ultimo turno | Ultimo turno |  |
|  |             |                 |             |             |             |  |  |              |                |              |              |              |  |
|  | 5           | Alexei Popyrin  | 6           | 4           | 6           |  |  |              |                |              |              |              |  |
|  |             | Il'ja Ivaška    | 2           | 6           | 4           |  |  | 5            | Alexei Popyrin | 7            | 5            | 4            |  |
|  |             | Max Purcell     | 4           | 6           | 6           |  |  |              | Max Purcell    | 6            | 7            | 6            |  |
|  | 12          | Luca Van Assche | 6           | 3           | 3           |  |  |              |                |              |              |              |  |

### Sezione 6
|  | Primo turno | Primo turno        | Primo turno        | Primo turno | Primo turno |  |  | Ultimo turno | Ultimo turno       | Ultimo turno | Ultimo turno | Ultimo turno |  |
|  |             |                    |                    |             |             |  |  |              |                    |              |              |              |  |
|  | 6           | Márton Fucsovics   | Márton Fucsovics   | 5           | 4           |  |  |              |                    |              |              |              |  |
|  | Alt         | Aleksandr Ševčenko | Aleksandr Ševčenko | 7           | 6           |  |  | Alt          | Aleksandr Ševčenko | 6            | 3            | 6            |  |
|  | WC          | Diego Schwartzman  | Diego Schwartzman  | 6           | 6           |  |  | WC           | Diego Schwartzman  | 1            | 6            | 3            |  |
|  | 13          | Marcos Giron       | Marcos Giron       | 4           | 4           |  |  |              |                    |              |              |              |  |

### Sezione 7
|  | Primo turno | Primo turno    | Primo turno    | Primo turno | Primo turno |  |  | Ultimo turno | Ultimo turno  | Ultimo turno  | Ultimo turno | Ultimo turno |  |
|  |             |                |                |             |             |  |  |              |               |               |              |              |  |
|  | Alt         | Hugo Gaston    | Hugo Gaston    | 3           | 2           |  |  |              |               |               |              |              |  |
|  |             | Jason Kubler   | Jason Kubler   | 6           | 6           |  |  |              | Jason Kubler  | Jason Kubler  | 4            | 4            |  |
|  | WC          | Rinky Hijikata | Rinky Hijikata | 3           | 3           |  |  | 10           | Dušan Lajović | Dušan Lajović | 6            | 6            |  |
|  | 10          | Dušan Lajović  | Dušan Lajović  | 6           | 6           |  |  |              |               |               |              |              |  |